# Jane Bolin
Jane Matilda Bolin, född 11 april 1908 i Poughkeepsie i New York, död 8 januari 2007 på Long Island i New York, var en amerikansk domare. Hon var den första afroamerikanska kvinnan att ta examen från Yale Law School och blev även den första afroamerikanska kvinnan att arbeta som domare i USA.
Bolin var dotter till Matilda Ingram Emery och advokaten Gaius C. Bolin. Hennes far var den första svarta mannen att ta examen från Williams College och drev sin egen juristbyrå. Hon tog sin fil.kand-examen från Wellesley College 1928 som en av toppstudenterna i sin klass. År 1931 tog hon examen från Yale Law School och arbetade sedan under en tid på familjebyrån i sin hemstad innan hon 1933 gifte sig med advokaten Ralph E. Mizelle. 1939, vid 31 års ålder, svors Bolin in som domare av New Yorks borgmästare Fiorello La Guardia och hon kom att arbeta inom familjerätt. År 1943 dog hennes förste make och 1953 gifte hon om sig med Walter P. Offutt Jr som dog 1974. Hon fick en son i första äktenskapet. Jane Bolin arbetade som domare under 40 år innan hon motvilligt pensionerade sig. Hon dog 98 år gammal 2007.
2011 publicerades en biografi om Bolin, Daughter of the Empire State: The Life of Judge Jane Bolin skriven av Jacqueline A. McLeod.